# Тапірапе
Тапірапе — корінний народ, бразильське індіанське плем'я, яке пережило європейське завоювання і подальшу колонізацію країни, зберігаючи з невеликими змінами культуру і звичаї. Вони знаходилися в глибині тропічних лісів Амазонки. До 1910 року вони не мали прямого контакту з європейцями, і навіть після цього контакт був спорадичним до 1950-х років.
Основні доповіді про тапірапе були написані антропологами Гербертом Балдусом (1899–1970) і Чарльзом Ваглі (1913–1991), а також групою сестер-місіонерів Ісуса, які допомагають тапірапе з 1953 року.

## Походження та розповсюдження
Чарльз Ваглі припускає, що тапірапе походять з Тупінамба, які населяли частину узбережжя Бразилії у 1500 році, адже обидва плем'я користуються мовою тупі. Згідно з цією теорією, коли завойовники розширили своє панування, деякі тупінамба могли втекти всередину материка, в результаті захопивши великий сегмент тропічного лісу 11 градусів широти на південь від екватора, неподалік від притоків річки Амазонки. До 1900 року було п'ять сіл тапірапе з населенням близько 1500 осіб, поселення простягалися через велику площу від 50 до 51 градуса довготи.
Спорадичні контакти з білими бразильцями почалися в 1910 році; вони приносили залізні знаряддя та товари для торгівлі, але також принесли з собою різні хвороби: кір, паротит і звичайну застуду. Американка Елізабет Килгор Стін провела ніч в Тампітава, одному з п'яти сіл, в 1930 році [3]. Вона повернулася з низкою прикладів матеріальної культури тапірапе, які зараз розміщені в Музеї американських індіанців у Вашингтоні, округ Колумбія. Книга Пітера Флемінга «Бразильська пригода» (1932) розповідає про цей контакт. До 1939 року епідемії та деякі сутички з сусідніми племенами зменшили чисельність населення до 187 осіб лише в одному селі під назвою Тапіітава, а станом на 1953 року залишилося лише 51 осіб. Цього року «Маленькі сестри» почали свою місію серед тапірапе, а бразильський уряд створив службу захисту індійців. Населення почало відновлюватися, тому до 1976 року знову було близько 136 тапірапе.

## Економічна система
Цей та наступні розділи, дають описи тапірапе, за спостереженням Ваглі в 1939 році. 
Тапірапе займалися підсічно-вогневим землеробством, полюванням та рибальством. Частинки лісу очищувалися, а потім спалювалися задля отримання родючого ґрунту, який засівався лише один або два рази перед очищенням іншої плями. У кожному дерев'яному будинку тапірапе, де розміщувалися чотири або п'ять сімей, пов'язаних з материнськими зв'язками, був власний сад, однак, як сільськогосподарські, так і мисливські продукти могли ділитися серед людей з інших будинків.
Існувала індивідуальна приватна власність таких предметів, як: інструменти, гамаки, кошики, струни бісеру тощо. 
Також існувало кілька механізмів розподілу об'єктів. Такі послуги, як: шаманські ліки, акушерство чи інші, зазвичай оплачувалися подарунками; подарунки також надавалися для улагодження злочинів чи в дружніх відносинах. Крім того, Ваглі описує щорічну церемонію обміну подарунками, яка слугувала для розподілу надлишкового багатства серед менш щасливих. На цій церемонії всі чоловіки в селі мали можливість випити ковток «поганого каві», страшного смаку, який викликає сильну нудоту. Потужні, багаті люди зазвичай вибирають не пробувати його, але в обмін вони повинні були дарувати подарунки тим, хто його зробив. Однак і ті люди, що були бідніші, також приймали глоток того напою, з метою отримати подарунки.

## Соціальна організація
Кожен сімейний будинок мав лідера; однак ці лідери не були організовані ні в якій сільській раді, і не обирали сільського голову. Будиночки розташовувалися в овальному утворенні, що оточувала такану - свого роду чоловічий клуб і будинок шести птахів, кожна з яких називалася іменем птаха. Чоловіки проводили частину дня в такані. Членство в Товаристві птахів здійснювалося по батьківській лінії; таким чином, кожне таке суспільство змішувало людей з кількох лож і служило засобом інтеграції населення. Пташині товариства організовували групові полювання, а іноді й групові експедиції для очищення садів. І чоловіки, і жінки належали до одного з небагатьох гуртів, які використовувалися для спільного харчування в селі Плаза.
Після шлюбу чоловіки жили з родиною своєї дружини. Статеві акти у родині продовжувався після вагітності, часто декількома чоловіками, крім чоловіка, оскільки вважалося, що дитина стане сильнішою з більшою спермою. Тапірапе була однією з небагатьох культур за межами сучасних економік Першого Світу, де дорослі чоловіки могли вступати в егалітарні гомосексуальні стосунки, але жоден з них не брав на себе роль жінки. 
Діти користувалися великою свободою; після того, як хлопці стали підлітками, вони могли почати ходити в такану. Церемонія дорослішання виконувалася, коли вони стали молодими. Тапірапе проводила сильну політику контролю населення. Жодна пара не могла заводити більше ніж три дитини, та не більше двох одностатевих. Це контролювалося безпосереднім вбивством будь-яких додаткових новонароджених дітей. Причиною цієї політики були економічні умови: з огляду на технологію і засоби існування, вони оцінювали, що жодна людина не може підтримувати і адекватно піклуватися про більш ніж трьох дітей.

## Естетика тіла
У своєму повсякденному житті тапірапе не користувався будь-яким одягом; але чоловіків соромилися голови пеніса, і вони покривали їх невеликим конусом, прикріпленим до крайньої плоті. Жінки присідали і сиділи з ногами, зведеними разом. І жінки, і чоловіки розмальовували тіла різноманітними орнаментами залежно від віку та статі. На спеціальних церемоніях і танцях вони також використовували спідниці, браслети та браслети. 

## Релігія
Релігія тапірапе заснована на шаманізмі. Вважається, що шамани могли спілкуватися з різними духами, від доброго до ворожого. Духи живуть у Такані на циклічній основі; кожен «належав» до певного Товариства птахів. Коли один з духів був присутній, два члени відповідного Товариства птахів уособлювали себе і прив'язувалися до духу, одягаючи спеціальну маску та інші шматки одягу, поки їхнє тіло не було покрито. Потім вони пішли танцювати навколо села і отримували хороші каві (маніока) з кожного будинку.
Шаманів викликали для лікування хвороби. Шаман ковтав велику кількість тютюну, тим самим створивши своєрідний стан трансу. Потім він спрямовував дим на хвору людину під час виконання масажу, щоб змусити поганого духа або предмет вийти з тіла. Якщо кілька споріднених людей померли від хвороби, шамана зазвичай звинувачували у чаклунстві та іноді вбивали родичі померлих . Шаманів також кликали перед народженням дитини. Вони також очищали сільськогосподарську та мисливську продукцію. Шамани після смерті потрапляли у шаманське село.
У тапірапе була багата міфологія. Героями культури були попередні дуже потужні шамани, які виконували цінні послуги для людства.

## Тапірапе з 1940 по 1970 роки
Ваглі повернувся повторно відвідав тапірапе в 1953, 1957, а потім у 1965 році. Популяційний контроль з боку дітонародження був жахливою політикою перед лицем епідемій, принесених контактами з білими завойовниками. Маленькі сестри змогли припинити цю практику приблизно в 1954 році. Шаман був убитий в 1964 році в помсту за подібне вбивство, яке сталося 20 років тому. Вбивця був доставлений до бразильської поліції і провів три місяці в очікуванні суду; але після того, як суддя дізнався про причину вбивства і враховуючи всі культурні аспекти, він вирішив виправдати вбивцю і наказав йому повернутися до свого села.
До 1965 р. тапірапе були зосереджені в Новому селі, створеному урядом Бразилії для того, щоб захистити їх і лише в декількох милях від найближчого торгового пункту; це, однак, збільшило контакт з білими і сприяло культурному впливу. Зруби зменшилися в розмірах, а деякі з них перетворилися на односімейні будинки, побудовані з розчину. Такана і пташині товариства все ще існували, хоча діяльність такани тепер включала виробництво індіанських артефактів для торгівлі. Деякі жінки почали використовувати спідниці і блузи, а чоловіки почали носити шорти принаймні при прийомі відвідувачів або торгівлі товарами. Бразильська музика на додаток до музики тапірапе почала звучати на вечірках, і з'явилися алкогольні напої, незважаючи на сильні протести з боку Маленьких сестер та індіанських офіцерів захисту.
Деякі землі були виділені для ексклюзивного користування тапірапе бразильським урядом; однак, потужні земельні компанії вже заявляли про цю землю. Ваглі (стор. 125) наводить з промовою Тапірапе на Першій асамблеї вождів корінних народів у 1974 році:
(…) Ранчо нас оточують (…) землі компанії відбирають всю нашу землю. Чому білі хотіли заспокоїти нас? Згодом, що ж це станеться з нами в середині білих робітників за білих, які хочуть забрати нашу землю? Чи означає це, що індійці не повинні мати нічого і покласти край індійцям? Білі прибули та вирішили що індійський міг знайти інше місце прожити. Куди нам піти? Індіанський живе в тому місці, де він знає. Якщо він переїде в інше місце на берегах річок, на пагорбах, то в низовинах це не добре.